# Dystovomita brasiliensis
Dystovomita brasiliensis là một loài thực vật có hoa trong họ Bứa. Loài này được D'Arcy mô tả khoa học đầu tiên năm 1978.